# SMS Szent István
SMS Szent István bio je austro-ugarski dreadnought bojni brod klase Tegetthoff. Njegova izgradnja započela je u Rijeci, ali je dovršen u Puli 1914. To je bio jedini brod Austro-Ugarske koji je služio mađarskom dijelu monarhije. Mađarska ga je dobila u zamjenu za veliki ulog koji je dala za gradnju brodova te klase. Imenovan je po prvom mađarskom kršćanskom kralju, Szent Istvánu (Stjepan I. Sveti). Bio je baziran u Puli, glavnoj ratnoj luci Austro-Ugarske.

## Potapanje
Miklós Horthy, koji je postao kontraadmiralom austro-ugarske flote 1918., Na kraju Prvog svjetskog rata odlučio je aktivirati flotu i iskoristiti je u velikoj ofenzivi na Otrantskim vratima. Napad je planiran za lipanj 1918. godine i trebao je biti usporedno s austro-ugarskim operacijama protiv Talijana na fronti na Soči.
Horthyjevom plan bio je jako kompliciran. Trebale su krenuti dvije napadne i sedam podržajnih grupa. Bojni brodovi su napustili Pulu u dvije grupe i bile su slabo zaštićene zbog nedostatka pratećih brodova (razarači i torpedni čamci). SMS Viribus Unitis (s admiralom Horthyem) i SMS Prinz Eugen, s pet pratećih brodova, napustili su Pulu 8. lipnja a 1918. i krenuli na jug. Bojni brodovi SMS Szent István i Tegettoff su napustili Pulu 9. lipnja navečer, pod pratnjom jednog razarača i šest torpednih čamaca. Kasnili su zbog kvara na lučkim barikadama. Da bi se nadoknadilo izgubljeno vrijeme, naređeno je da se svim brodovima u toj, posljednjoj, grupi poveća brzina na 16 čvorova. Neočekivano, motori Szent Istvána počeli su se pregrijavati, tako da je brzina smanjena na 12 čvorova. Nakon sljedećeg pokušaja povećanja brzine, Szent István je počeo jako dimiti, tako da ga je to učinilo vidljivim neprijateljskoj grupi od dva torpedna čamca. 
Malo prije zore 10. lipnja a 1918., bojnim brodovima Tegetthoff i Szent István neočekivano su se počeli približavati talijanski torpedni čamci kraj otoka Premude. Talijanski  torpedni čamci MAS-15 i MAS-21 bili su na misiji potrage za minama te noći. Talijanski zapovjednik koji je zapovijedao čamcima, Luigi Rizzo, već je prije, 1917., bio zaslužan za potapanje austro-ugarske oklopnjače SMS Wien . MAS-21 napada Tegetthoff, ali torpedi promašuju svoj cilj. Szent István dobiva direktni pogodak od torpeda s Rizzovog čamca MAS-15 u 3:31 ujutro. Talijanski čamci uspijevaju pobjeći.
Szent István je bio teško oštećen. Torpedi su probili vanjski oklop kraj strojarnica (najveće prostorije ispod palube), tako da je brod počeo primati mnogo vode. Pokušaj da se brod nasuka kraj obližnjeg otoka Molat nije uspio. Svi glavni topovi okrenuti su u lijevo kako bi se napravila protuteža, ali to je bilo uzalud. Posada je dobila posljednju zapovijed da napusti brod. Ovaj najnoviji austro-ugarski brod izvrnuo se i potonuo u 06:12 sati ujutro, nakon tri sata agonije, uzevši sa sobom živote 89 mornara, uglavnom onih koji su radili u strojarnici. Nakon potapanja Szent Istvána operacija je prekinuta i svi se brodovi vraćaju natrag u Pulu, gdje su ostali do kraja rata. Potonuće je snimljeno s Tegettoffa. Film je kasnije korišten za prikupljanje novca za Crveni križ. To je jedan od dva filma gubitka bojnog broda na moru, drugi prikazuje potonuće HMS Barhama u Drugom svjetskom ratu.
Olupinu Szent Istvána(na dubini od 66 metara) posjetili su do sada mnogi lokalni i strani ronioci. Ona leži preokrenuta s palubom prema dnu, s topovima još uvijek okrenutim prema lijevo. Bakreni natpis imena broda, kao i neki ostali dijelovi danas se nalaze u Pomorskom muzeju u Puli.
Preminuli mornari pokopani su na Mornaričkom groblju u Puli. Szent Istvan je bio prvi ratni brod koji su potopila torpeda. Njegove ostatke pronašao je, na dubini od 68 metara 1970-ih godina, slavni tvorac dokumentarnog serijala "Tajne Jadrana", Mario Saletto. Od 1990-ih godina provodi se sustavno istraživanje broda koji među podvodnim arheolozima slovi kao jedan od najvećih i najljepših monumenata hrvatskoga podmorja.

## Vanjske poveznice
- www.bibl.u-szeged.hu
- amv-lilliput.org  Arhivirana inačica izvorne stranice od 8. siječnja 2010. (Wayback Machine)